# Haydon (Dorset)
Haydon – wieś i civil parish w Anglii, w Dorset, w dystrykcie (unitary authority) Dorset. W 2001 roku civil parish liczyła 44 mieszkańców.